# Pekka Vapaavuori
Pekka Juhani Vapaavuori (Turku, 6 agosto 1962) è un architetto finlandese.
Figura internazionale dell'architettura contemporanea, ha progettato il museo Kumu a Tallinn, Estonia.

## Biografia
Si è laureato al Politecnico di Tampere nel 1993 ed ha cominciato una brillante carriera presso il suo studio a Turku, sua città natale, nel 1994.

### Edifici e strutture
Tra le sue più celebri opere architettoniche ricordiamo il progetto per la realizzazione del Kumu, il museo di arte di Tallinn in Estonia.